# Libungan
Libungan est une localité de la province de Cotabato, aux Philippines. En 2015, elle compte 48 768 habitants.